# Nomada wootonella
Nomada wootonella là một loài Hymenoptera trong họ Apidae. Loài này được Cockerell mô tả khoa học năm 1909.